# غرازوبريفير
غرازوبريفير هو دواء يستخدم في علاج التهاب الكبد الفيروسي ج حصل على ترخيص إدارة الغذاء والدواء الأمريكية في يناير 2016. طورته شركة ميرك آند كو ليستخدم في تركيبة مع إلباسفير تحمل اسم زيباتيرمع أو بدون ريبافيرين.